# Distretto di Ljuboml'
Il distretto di Ljuboml' (Ucraino: Любомльський район) è un distretto dell'Ucraina, situato nell'oblast' di Volinia. Il suo capoluogo è Ljuboml'. È stato soppresso in seguito alla riforma amministrativa del 2020.